# 亀の前
亀の前（かめのまえ、生没年不詳）は平安時代末期から鎌倉時代初期の女性。良橋太郎入道の娘。源頼朝の愛妾。

## 人物
鎌倉時代に成立した『吾妻鏡』によると、亀の前は頼朝の伊豆国での流人暮らしの頃から仕えており、容貌すぐれて柔和な性格で気に入られ、頼朝は寿永元年（1182年）の春頃から密かに亀の前を鎌倉に呼び寄せて寵愛していた。
頼朝の正室・北条政子が万寿（後の源頼家）を妊娠中の寿永元年（1182年）6月、日を追って寵愛が増した頼朝は亀の前を小坪（逗子市）の中原光家の宅に呼び寄せる。外聞を憚って居拠を遠くに構えたという。
その後、頼朝は亀の前を飯島（逗子市）の伏見広綱の宅へ移して寵愛を続けた。8月12日に出産した後、この事を継母の牧の方から知らされた政子は激怒し、11月10日、牧の方の兄・牧宗親に命じて広綱宅を破壊する後妻打ち（うわなりうち）を行い、大いに恥辱を与えた。亀の前は広綱に連れられ、命からがら鐙摺（葉山町）の大多和義久の宅へ逃れた。
11月12日、怒った頼朝は遊興にことよせて鐙摺に出向き、牧宗親を呼び出して叱責した。宗親は顔を地にこすりつけて平伏したが、怒りの収まらない頼朝は自ら宗親の髻を切って辱め、宗親は泣いて逃亡した。これを知った政子の父・北条時政は義兄である宗親への仕打ちに怒り、一族を率いて伊豆国へ立ち退いてしまう騒動に発展した。
12月10日、亀の前は小坪の中原光家の宅へ移された。亀の前は政子の嫉妬をひどく恐れたが、頼朝の寵愛は深まった。16日、政子の怒りが収まらず、伏見広綱は遠江国へ流罪となった。
この騒動の顛末がどうなったかは、『吾妻鏡』の寿永2年（1183年）が欠文のため追うことができない。亀の前のその後も不明である。

## 関連作品
テレビドラマ
- 北条政子（1970年、NET、演：矢野純子）
- 新・平家物語（1972年、NHK大河ドラマ、演：高樹蓉子)
- 草燃える（1979年、NHK大河ドラマ、演：結城しのぶ)
- 義経（2005年、NHK大河ドラマ、演：松嶋尚美)
- 鎌倉殿の13人（2022年、NHK大河ドラマ、演： 江口のりこ)